# 공간나루공원
공간나루공원(空間나루公園, Gonggan Naru Park)은 대한민국 충청남도 홍성군에 있는 스포츠 시설이다. 인조잔디 필드와 우레탄 트랙이 갖춰진 경기장이며, 2021년에 준공되었다.

## 참고 문헌
- “공간나루공원”. 홍성군청.
- 《2023 전국 공공체육시설 현황 (2022년 12월말 기준)》. 대한민국 문화체육관광부. 2024.